# Trophée Auld Alliance
Le Trophée Auld Alliance récompense le vainqueur du match entre l’Écosse et la France lors du Tournoi des Six Nations depuis 2018. Il est créé pour rendre hommage aux joueurs de rugby français et écossais morts durant la Première Guerre mondiale, à l'occasion du centenaire de l'armistice de 1918. Son nom fait aussi référence à l'Auld Alliance (Vieille Alliance en français).
Le trophée est actuellement détenu par la France après sa victoire dans le tournoi 2025.

## Création du trophée

### Origine

#### Événement commémoratif
Le trophée est créé pour rendre hommage aux joueurs de rugby français et écossais morts durant la Première Guerre mondiale, dont c'est le centenaire en 2018,, sous l'impulsion de Patrick Caublot, membre du Rugby Club Amiénois, avec l'aide de David Anderson (baron Anderson d'Ipswich), un arrière-petit-neveu d'Eric Milroy, capitaine de l'équipe d’Écosse, puis lieutenant du 8e du Black Watch pendant le conflit et mort lors de la bataille du bois Delville. Son nom fait aussi référence à l'Auld Alliance (Vieille Alliance en français). Sur le trophée sont gravés le nom d'Eric Milroy et de Marcel Burgun pour représenter les deux nations. Récemment, un descendant d'Eric Milroy a été retrouvé : il s'agit du joueur des Glasgow Warriors et de l'équipe d'Écosse Ollie Smith.
Patrick Caublot, avec l'association Mémoire de Rugby Events, avait premièrement organisé un événement de commémoration du 9 au 12 février 2017, à Amiens et dans la Somme, en l'honneur des Écossais et plus particulièrement d'Eric Milroy, sous l'égide d'institutions comme la communauté d'agglomération Amiens Métropole, la région Hauts-de-France, l'ONAC-VG de la Somme, la Mission du Centenaire, la mairie de Contalmaison, l'EVRA (European Veteran Rugby Association), la CWGC (Commonwealth War Graves Commission), l'UPJV (Université de Picardie Jules Verne), le Diocèse de la Somme, la Fédération française de rugby, la Fédération écossaise de rugby à XV, le club de rugby écossais Howe of Fife RFC, l'association Alliance France-Écosse, le Rugby Club d'Amiens.
Cet événement donne notamment lieu à un parcours commémoratif le 10 février du Mémorial de Beaumont-Hamel au Mémorial du bois Delville où Eric Anderson (en) — le petit neveu de Milroy — lit notamment un discours sur Eric Milroy et notamment sa dernière lettre envoyée à sa maman avant de mourir, en passant par Authuille puis Thiepval (qui a le nom d'Eric Milroy et de Rowland Fraser (en) gravé sur sa grande Arche).
La 12 février a aussi lieu dans la Cathédrale d'Amiens un concert de musique écossaise et bretonne suivi d'une messe commémorative en l'honneur de l'engagement des régiments écossais durant la Première Guerre mondiale avec un hommage particulier dans la Chapelle des Alliés et une sortie par la grande porte au son de la Cornemuse[réf. nécessaire]. Cette série d'événements se conclut par un départ pour le Stade de France et le match France-Écosse de 2017.

#### Mise en place du projet de trophée
C'est à l'occasion de cet événement que Patrick Caublot et les autres organisateurs ont pu rentrer en contact avec les descendants d'Eric Milroy, notamment Eric Anderson (en) (son petit-neveu) et justement David Anderson (le fils de ce dernier), mais aussi Douglas Kinloch Anderson et Miss Jean Ross leurs cousins[Qui ?].
Patrick Caublot et David Anderson ont par la suite proposé leur projet de créer ce trophée à la Fédération française de rugby (FFR) et la Scottish Rugby Union (SRU), à l'occasion du centième anniversaire de la fin de la Première Guerre mondiale, le projet a été retenu le 12 juin 2017 et validé en septembre 2017, à la suite du travail mené par des bénévoles sur les années précédentes. 
Les fédérations ont donc décidé que le Trophée Auld Alliance sera présenté par les présidents des deux fédérations, Bernard Laporte (FFR) et Rob Flockhart (SRU), à l'issue de la confrontation entre les deux équipes dans le cadre du Tournoi des Six Nations 2018.

### Inauguration du trophée

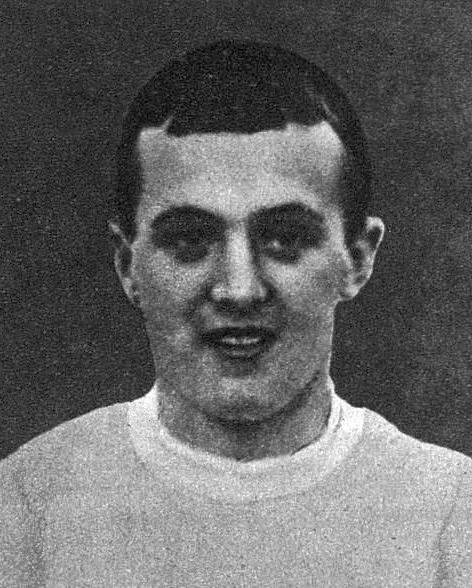
Marcel Burgun en 1914

Le trophée a pour but de rendre hommage aux rugbymen internationaux et soldats de l'équipe de France et d'Écosse tombés pendant la Première Guerre mondiale et particulièrement à Eric Milroy, ex pensionnaire du George Watson's College (en) mort en 1916 dans le bois de Delville (bataille de la Somme) et Marcel Burgun, ex pensionnaire de l'École Centrale et mort également en 1916 (sur le front Est). C'est aussi un hommage à tous les joueurs de rugby français et écossais morts pendant la Grande Guerre. En tout, 31 internationaux écossais et 22 français y sont morts au combat.  

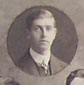
Eric Milroy photographié avec les Lions britanniques et irlandais en 1910.

En 1913, avait eu lieu le seul match entre Milroy et Burgun avec leurs coéquipiers qui disparaîtront durant la Grande Guerre (4 internationaux français sur les 22 et 7 écossais sur les 31 ont joué ce match de 1913).  
Le nom du trophée fait référence à la Vieille Alliance (ou Auld Alliance en scots), une alliance entre les royaumes de France et d'Écosse, marquée par plusieurs traités, dont les premières traces écrites datant de 1295, et le dernier de 23 février 1296, ont eu une grande influence sur l'histoire des relations entre la France et l'Écosse.

#### En Écosse (2018)

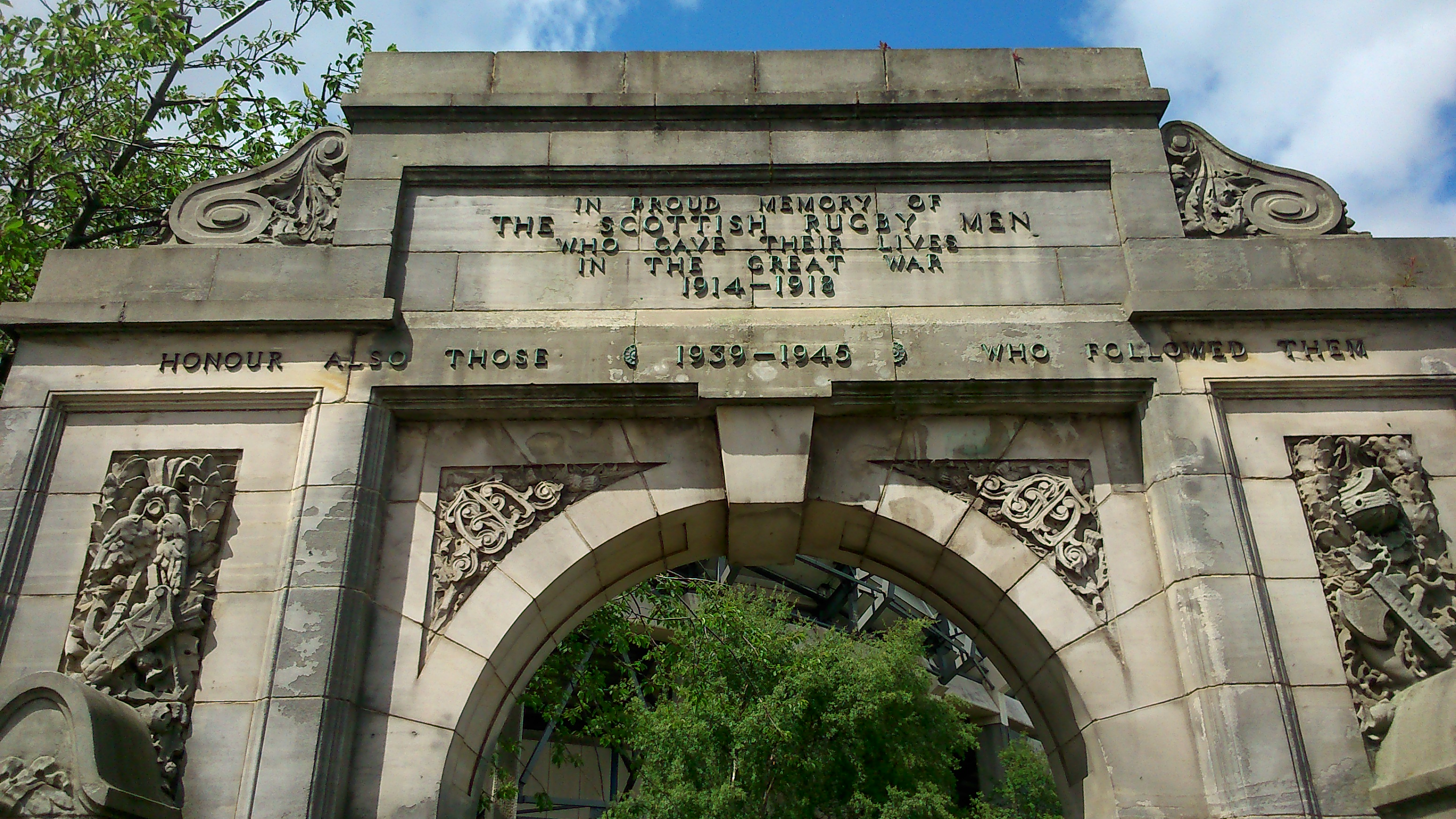
Arche du Murrayfield Stadium avec les noms des joueurs de rugby morts pendant la guerre.

Une nouvelle commémoration est organisée en 2018, du 9 au 11 février cette fois en Ecosse, à Edinbourg et dans le Fife. En présence de jeunes descendants de Milroy (Lachlan Ross) et Burgun (Romain Cabanis).  Elle inclut un passage au Murrayfield Stadium où sont commémorés les internationaux écossais décédés durant la Grande Guerre, puis au stade du Inverleith RFC (en) où la France a joué son premier match du tournoi des cinq nations en 1910.  
Une cérémonie s'est déroulée le 10 février 2018 au George Watson's College (en) avec la présence notable de 7 anciens internationaux dont Scott Hastings et des clubs du Myreside Stadium, le stade du collège. Cette cérémonie fut notamment suivie par un tournoi de rugby commémoratif du Black Watch à Cupar près de St Andrews[réf. nécessaire].  

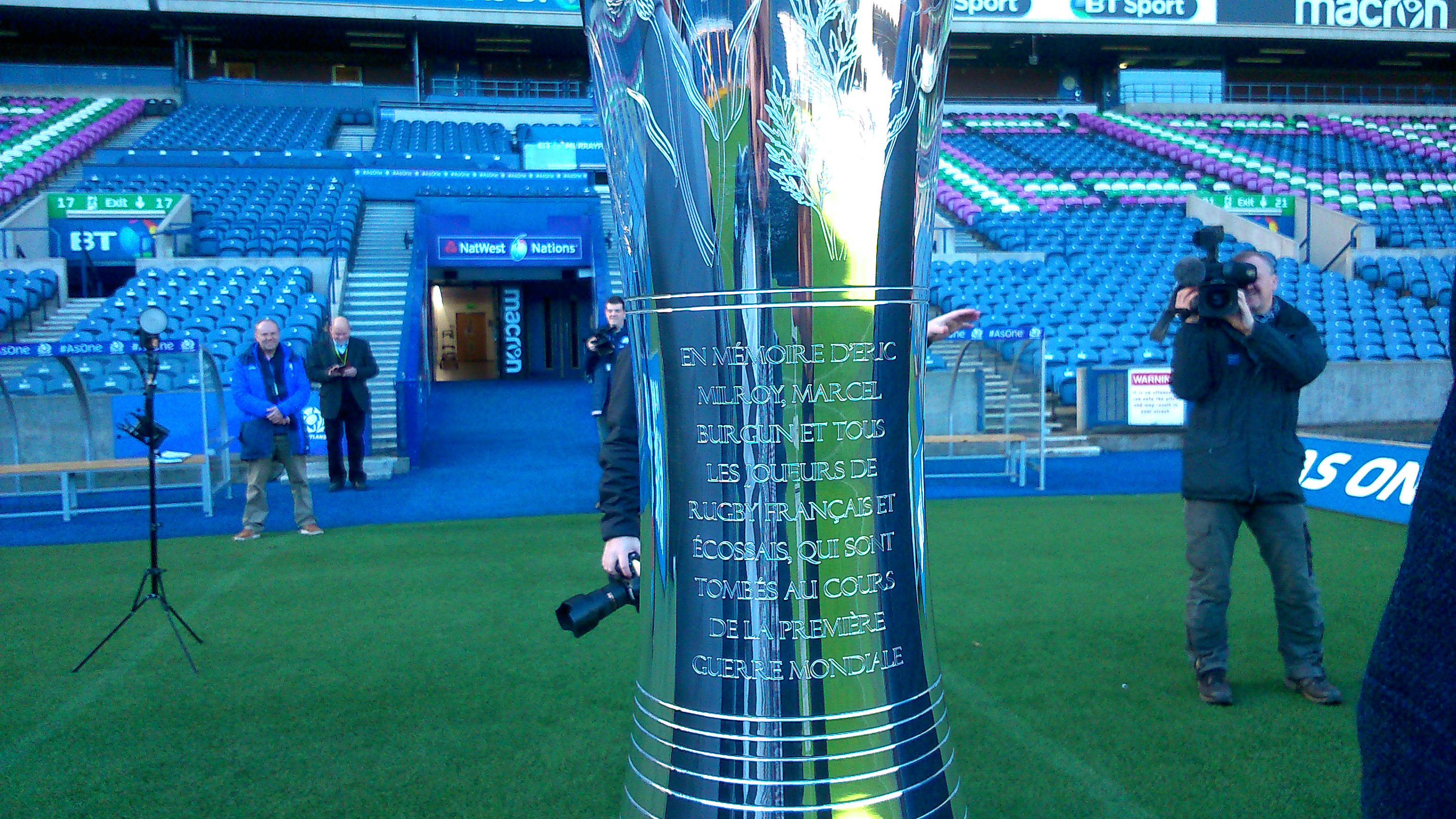
Le trophée avant son inauguration lors du match à Murrayfield.

Le dimanche 11 février 2018 a lieu le match Écosse-France du tournoi et donc la première remise du trophée Auld Alliance au Murrayfield Stadium, à une équipe d'Écosse qui parvient à sortir victorieuse de cette première rencontre.

#### En France (2019)
Pour la deuxième édition du trophée, la première française, les jeunes descendants — de Eric Milroy et Marcel Burgun respectivement — Lachlan Ross et Romain Cabanis accompagnés de leurs parents[pertinence contestée] et d'une délégation des Watsonians avec à leur tête Scott Hastings participent à la commémoration et à la série événementielle nommées : « Scottish Days - Auld Alliance Days » dans la Somme et le Nord-Pas-de-Calais.
Le 23 février 2019, a lieu le match France-Écosse au Stade de France. À l'issue du match gagné par la France, les jeunes descendants Lachlan Ross et Romain Cabanis ont remis le trophée au capitaine français[Qui ?] en présence du président de la FFR, Bernard Laporte, sur la pelouse du stade.
Le lendemain, se tient la troisième et dernière conférence de Michel Merckel dans l'enceinte du Rugby Club d'Amiens « L’émergence du sport collectif et en particulier du rugby, conséquence de la 1ère Guerre Mondiale », suivie d'une cérémonie en hommage au 31 internationaux de rugby Écossais et 22 Français tués.[pertinence contestée]
Le 3 avril 2019, Michel Merckel et Patrick Caublot ont été reçus pour le projet de création du trophée féminin, en toute parité pour récompenser le vainqueur du match annuel féminin France-Écosse. Le nom de Marie Stuart a été évoqué parmi six autres noms[réf. nécessaire].[pertinence contestée]

## Historique des confrontations

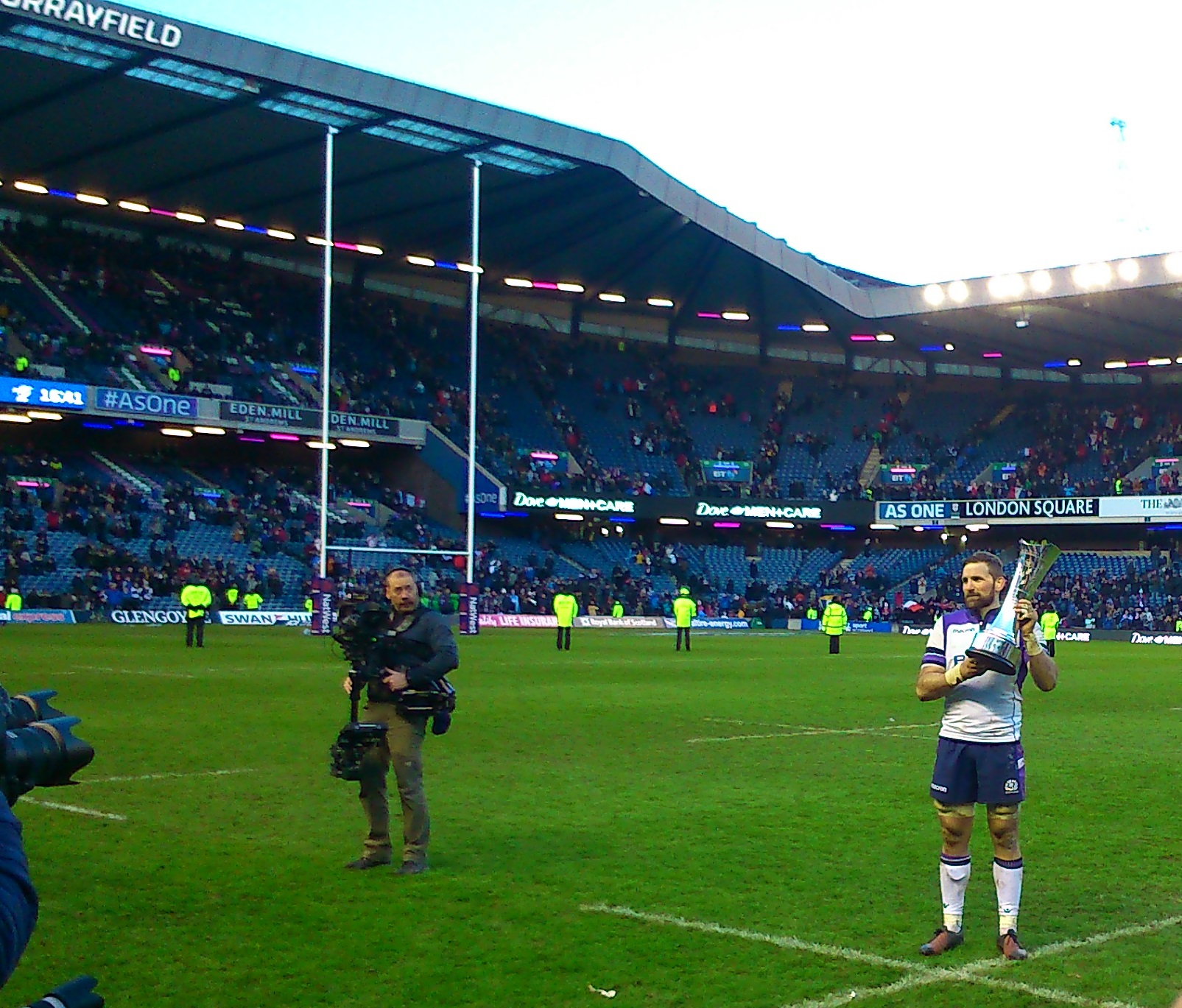
John Barclay avec le trophée en 2018.

Le premier match inaugurant le trophée a lieu en 2018 et est remportée par l'équipe d'Écosse. La France domine et mène pourtant au score jusqu'à la 65e minute, avec notamment deux essais marqués par Teddy Thomas, mais les Français commettent de nombreuses fautes et erreurs, qui donnent l'occasion à Greig Laidlaw d'inscrire une série de pénalité aboutissant à la victoire écossaise. 
Le deuxième match — le premier en France — au cours du Tournoi des Six Nations 2019 voit la France s'imposer, profitant notamment d'un grand nombre de forfaits sur blessure dans le camp écossais et une jeunesse française qui débute et s'affirme déjà sur la scène internationale, à l'image de Demba Bamba, Romain Ntamack ou Grégory Alldritt. 

## Résultats
| No | Date            | Lieu                                  | Match           | Score   | Compétition                  |
| -- | --------------- | ------------------------------------- | --------------- | ------- | ---------------------------- |
| 1  | 11 février 2018 | Murrayfield Stadium, Édimbourg Écosse | Écosse – France | 32 – 26 | Tournoi des Six Nations 2018 |
| 2  | 23 février 2019 | Stade de France, Saint-Denis France   | France – Écosse | 27 – 10 | Tournoi des Six Nations 2019 |
| 3  | 8 mars 2020     | Murrayfield Stadium, Édimbourg Écosse | Écosse – France | 28 – 17 | Tournoi des Six Nations 2020 |
| 4  | 26 mars 2021    | Stade de France, Saint-Denis France   | France – Écosse | 23 – 27 | Tournoi des Six Nations 2021 |
| 5  | 26 février 2022 | Murrayfield Stadium, Édimbourg Écosse | Écosse – France | 17 – 36 | Tournoi des Six Nations 2022 |
| 6  | 26 février 2023 | Stade de France, Saint-Denis France   | France – Écosse | 32 – 21 | Tournoi des Six Nations 2023 |
| 7  | 10 février 2024 | Murrayfield Stadium, Édimbourg Écosse | Écosse – France | 16 – 20 | Tournoi des Six Nations 2024 |
| 8  | 15 mars 2025    | Stade de France, Saint-Denis France   | France – Écosse | 35 – 16 | Tournoi des Six Nations 2025 |

## Records
- Plus longue série de victoires : 4 victoires pour la France (2022-en cours)
- Plus grande marge : 19 points (2022 : Écosse 17-36 France, 2025 : France 35 - 16 Écosse)
- Plus petite marge : 4 points (2021 : France 23-27 Écosse ; 2024 : Écosse 16-20 France)
- Plus gros total marqué : 58 points (2018 : Écosse 32-26 France)
- Plus petit total marqué : 36 points (2024 : Écosse 16-20 France)